# Minnie Driver
Amelia Fiona Jessica "Minnie" Driver, född 31 januari 1970 i London, är en brittisk skådespelare, sångare och låtskrivare.
För sin roll i filmen Will Hunting blev hon nominerad till en Oscar i kategorin Bästa kvinnliga biroll. Hon blev även nominerad till en Golden Globe och en Emmy Award med tv-serien The Riches 2007–2008.
Driver gav ut sitt första album med egen musik, Everything I've Got in my Pocket 2004, följt av Seastories 2007.
Hon har en son, Henry Story, född 2008, och är miljöengagerad vegetarian.

## Filmografi (i urval)
- 1991 – Huset Eliott (TV-serie)
- 1995 – Circle of Friends
- 1995 – Goldeneye
- 1996 – Sleepers
- 1997 – Will Hunting
- 1997 – Även en lönnmördare behöver en träff ibland (Grosse Pointe Blank)
- 1999 – En idealisk äkta man
- 1999 – Tarzan (röst)
- 2003–2004 – Will & Grace (TV-serie)
- 2003 – Helt hysteriskt (TV-serie)
- 2003 – Hope Springs
- 2004 – Ella den förtrollade
- 2004 – Fantomen på Operan
- 2007 – The Riches (TV-serie)
- 2010 – Barneys många liv
- 2010 – Conviction
- 2014 – Om en pojke (TV-serie)